# Krokträsket (Överluleå socken, Norrbotten, 732071-177369)
Krokträsket är en sjö i Bodens kommun i Norrbotten och ingår i Altersundets huvudavrinningsområde. Sjön har en area på 0,179 kvadratkilometer och ligger 45 meter över havet.

## Delavrinningsområde
Krokträsket ingår i det delavrinningsområde (731962-177381) som SMHI kallar för Mynnar i Lörbäcken. Medelhöjden är 40 meter över havet och ytan är 14,89 kvadratkilometer. Det finns inga avrinningsområden uppströms utan avrinningsområdet är högsta punkten. Norsbäcken som avvattnar avrinningsområdet har biflödesordning 3, vilket innebär att vattnet flödar genom totalt 3 vattendrag innan det når havet efter 25 kilometer. Avrinningsområdet består mestadels av skog (79 procent). Avrinningsområdet har 1,13 kvadratkilometer vattenytor vilket ger det en sjöprocent på 7,6 procent.